# Nesta galapagensis
Nesta galapagensis är en snäckart som beskrevs av J. Mclean 1970. Nesta galapagensis ingår i släktet Nesta och familjen nyckelhålssnäckor. Inga underarter finns listade i Catalogue of Life.